# Kevin Alaniz
Kevin Nicolás Alaniz Acuña (Montevideo, 30 gennaio 2003) è un calciatore uruguaiano, centrocampista del Central Español.

## Caratteristiche tecniche
È un trequartista.

## Carriera
Cresciuto nel settore giovanile del Fénix, ha esordito in prima squadra l'11 maggio 2019 disputando l'incontro di campionato perso 3-0 contro il Progreso.